# 卡蓋拉區
卡蓋拉區（英語：Kagera）是坦桑尼亞大陆部分的26行政區之一，位於該國西北角，省会布科巴，北面邻国是烏干達，西臨盧旺達和布隆迪两国，南接基戈馬區、東南接盖塔區和姆萬扎區，東面是維多利亞湖，面積40,838平方公里，其中陸地面積28,953平方公里，是坦桑尼亞全国31个省级行政区中面積第15大的行政區（省），佔全國面積3.2%，2003年人口2,003,888。在1978年的烏坦戰爭裡曾被烏干達佔領，期間烏干達軍隊姦殺了約8000名平民。

## 外部連結
- Kagera Bukoba - the official webguide
- United Republic of Tanzania: Kagera RegionArchive.today的存檔，存档日期2012-05-24
- Kagera Region Homepage for the 2002 Tanzania National Census
- Tanzanian Government Directory Database

1°55′S 31°18′E / 1.917°S 31.300°E